# HD82093
HD82093 — хімічно пекулярна зоря спектрального класу A2, що має видиму зоряну величину в смузі V приблизно  7,1.
Вона  розташована на відстані близько 1462,6 світлових років від Сонця.

## Пекулярний хімічний склад
Зоряна атмосфера HD82093 має підвищений вміст 
Cr
.